# Gammace
Gammace là một chi bướm đêm thuộc họ Erebidae.